# علاج بدائي
العلاج البدائي هو علاج نفسي قائم على الصدمات النفسية التي طورها آرثر جانوف والذي يزعم أن العصاب ناجم عن ألم مكبوت نتيجة لصدمات نفسية قد تكون قد حصلت في مرحلة الطفولة. يناقش جانوف أنه يمكن إحضار الألم المكبوت بشكل متتابع إلى الوعي ومنثم شفائه من خلال إعادة تجربة حوادث معينة والتعبير التام عن الألم الناتج أثناء العلاج. خلال العلاج، يتذكر المريض ويعود إلى تجربة ماضية مزعجة بشكل خاص والتي تحدث عادة في وقت مبكر من الحياة مما يجعلها المعبر عن الغضب أو الإحباط المكبوت عادة وخاصة من خلال الصراخ العفوي وغير المقيد أو الهستيريا أو العنف. تم تطوير العلاج البدائي كوسيلة لاستنباط الألم المكبوت. يتم تعبير مصطلح الألم في مناقشات العلاج البدائي عند الإشارة إلى أي ضائقة عاطفية مكبوتة وآثارها النفسية المزعومة طويلة الأمد. ينتقد جانوف علاجات المخاطبة النفسية لأنها تتعامل في المقام الأول مع القشرة الدماغية ومناطق التفكير العليا ولا يصلون إلى مصدر الألم ضمن الأجزاء الأساسية للنظام العصبي المركزي .  
أصبح العلاج البدائي مؤثرًا جدًا خلال فترة قصيرة في أوائل سبعينيات القرن الماضي، بعدما نشر يانوف كتابه الأول بعنوان «الصرخة البدائية» (The Primal Scream). ألهمت أفكاره المئات من العيادات العرضية في جميع أنحاء العالم وكانت بمثابة مصدر إلهام للعديد من الرموز الثقافية الشعبية. كان المغني وكاتب الأغاني جون لينون والممثل جيمس إيرل جونز وعازف البيانو روجر ويليامز من أبرز دعاة العلاج البدائي. منذ ذلك الحين انخفضت شعبية العلاج البدائي، ويعزى ذلك جزئيًا إلى أن جانوف لم يستطع إثبات صحة علاجه بالأبحاث اللازمة لإقناع المعالجين النفسيين الموجودين في مجال البحوث بفعاليتها. يواصل مؤيدو المنهجية الدعوة إلى ممارسة العلاج أو أشكاله المختلفة وممارسته.

## نقد
لم يحقق العلاج البدائي قبولا واسعا في علم النفس السائد. وكثيرا ما تعرض لانتقادات لعدم وجود دراسات النتائج لإثبات فعاليته. يعتبر أحد أقل أشكال العلاج النفسي مصداقية  وقد تم تصنيفه في استطلاع آسلوب ديلفي لعام 2006 بأنه «غير موثوق».
تم رفض العلاج البدائي في بعض الأحيان على أنه ضحل أو سوقي أو مبسط. كما تم انتقاده لعدم إيلاء الاهتمام الكافي لعملية النقل. اقترح بعض الباحثين أن زعم العلاج البدائي بأن البالغين يمكنهم أن يتذكروا تجارب طفولية هو دحض تجريبي. كما تم رفض العلاج البدائي باعتباره عقائدي أو اختزال مفرط.

## المفاهيم
يقول جانوف إنّ العُصاب (أو الذهان) هو نتيجة الألم المكبوت الناتج عن صدمة، وعادة ما يكون أصل الصدمة من مرحلة الطفولة. وفقًا لجانوف، فإن الطريقة الوحيدة لعكس العصاب هي أن يتذكر العصابي الصدمات النفسية في بيئة (أو مكان) علاجية. يزعم جانوف أن العصابي يمكنه بالتالي إعادة تجريب مشاعره استجابةً للحوادث الصادمة الأصلية، ولكن يمكنه التعبير عن المشاعر التي قُمعت في ذلك الوقت، مما يساعد على حل الصدمة.
يعتقد جانوف أنه لا يوجد سوى مصدر واحد للأمراض العقلية (إلى جانب العيوب الوراثية): هو الألم المطبوع في الذهن. ويجادل بأن هذا المصدر الوحيد للعصاب يعني أنه لا يمكن أن يكون هناك سوى علاج واحد فعال: هو إعادة التجربة.

### الحاجات
يعتقد جانوف أن الكثير من آلام الطفولة هي نتيجة للاحتياجات التي لم يُوفى بها. واستنادًا إلى أخصائيين الطب النفسي السابقين، وصَف موقفه حول الاحتياجات الأساسية في كتبه. «احتياجاتنا الأولى هي الاحتياجات المادية فقط للتغذية والأمن والراحة. في وقت لاحق لدينا احتياجات عاطفية للمودة والتفاهم واحترام مشاعرنا. وأخيرًا، احتياجات فكرية لمعرفة وفهم النشأة».
الحاجة هي حالة إجمالية للإنسان -وعند الولادة نحن لا شيء سوى حاجة. يناقش جانوف أنه بالنسبة للمواليد العاجزين، يتعرض بقاؤهم للخطر في كل ثانية تقريبًا من الحياة.
يؤكد جانوف أنه عندما لا تُلبّى الاحتياجات لفترة طويلة، فالألم هو النتيجة. (استفاد جانوف في بداية عمله من الألم البدائي، ولكنّه تراجع عن الاستفادة الربحية من ذلك في أعماله اللاحقة).

### الألم
في النظرية البدائية، «الألم البدائي هو الحرمان أو الإصابة التي تهدد الطفل قيد النمو. تحذير الوالد ليس بالضرورة ألمًا بدائيًا للطفل. الإذلال التام ... ترك رضيع ليصرخ في السرير هو ألم... ليس الأذية بمعناها الحرفي هي التي تُعرّف الألم البدائي، بل هو سياق الأذى أو معناه بالنسبة للوعي الحساس وقيد التطور لدى الطفل».
يصف جانوف «الألم» بأنه الألم غير المؤذي لأنه بمجرد أن يتعرّض له الشخص، يُصبح شعورًا ببساطة. معظم المعاناة تكمن في الصمت أو القمع، وليس الألم نفسه.

### الوعي والقمع
في النظرية البدائية، الشعور (أو الإدراك) ليس مجرد وعي ولكنه يشير إلى حالة للكائن الحي بأكمله بما في ذلك الدماغ، حيث يوجد «وصول للسوائل» بين أجزائه. باستخدام عمل الدماغ الثلاثي من قبل بول دي. ماكلين وتكييفه مع النظرية البدائية، تُحدد ثلاثة مستويات من الوعي في النظرية البدائية.
وصف جانوف الدفاعات بأنها عوامل القمع المستهلكة للطاقة أثناء حمايتها النظام من الألم المأساوي الذي لم يُوفى به. عند الإشارة إلى الألم أو الدفاع، يتم استخدام كلمة «لاين» بدلًا من «ليفيل» للإشارة للمستوى؛ مثلًا الألم في الخط الأول = الصدمة المبكرة التي تُطبَع في جذع الدماغ وعادة ما تنطوي على إصابة جسدية، والدفاع في الخط الثالث = الدفاع الفكري.
غالبًا ما يُشار إلى جذع الدماغ أيضًا باسم الدماغ الزاحف، لأنه البنية التي تشترك فيها الثدييات مع الزواحف.
تحدث بصمات الخط الأول قبل تطور القدرات الفكرية، مثل استخدام اللغة اللفظية. وهذه البصمات على مستوى الإحساس النقي وردود الفعل الحشوية (أو الأمعاء). جذع الدماغ قادر على معالجة أكثر المشاعر البدائية للغضب والذعر، ويمكن التعرض لهذه في وقت مبكر جدًا من الحياة.
وفقا لجانوف، تنطبع الآلام البدائية في المخ السفلي أولًا، وفي وقت لاحق في الجهاز الحوفي، وتبقى الدفاعات الفكرية في وقت لاحق تتشكل من القشرة لمجرد أن هذا هو تسلسل التطور العصبي. لذلك يحدث العلاج بالتسلسل العكسي: «لا توجد طريقة للغوص عميقًا دون المرور بالضحل أولًا». في العلاج البدائي، يُوصف الدواء لبعض المرضى «المنهكين»، وبذلك لا يتخطون آلام الخط الأول، عندما لا يكونون مستعدين للشعور بها بعد، مما يُتيح لهم الشعور بالآلام الأكثر حداثة أولًا.

### أصل العصاب
تزعم النظرية البدائية أن الكثير من الناس أو معظمهم يعانون من درجة معينة من العصاب. يبدأ هذا العصاب مبكرًا جدًا في الحياة (خاصةً في «الفترة الحرجة» -الولادة بالإضافة إلى السنوات الثلاث الأولى) كنتيجة لعدم تلبية الاحتياجات. قد يكون هناك واحد أو أكثر من الأحداث الصادمة المنعزلة، ولكن في كثير من الأحيان هو حالة من الإهمال اليومي أو سوء المعاملة.
وبالتالي، قد يبدأ تطور الأعصاب عند الولادة، أو حتى قبل ذلك، مع آلام الخط الأول. يُعتقد أن الألم اللاحق يُضاف إلى الألم السابق فيما يسمى بـ «مضاعفة» الألم.
طوال فترة الطفولة، تتطور «دفاعات» أكثر تفصيلًا، حيث أن الاحتياجات المبكرة غير المُلبّاة تستمر في الضغط لتحقيق الرضا بطرق رمزية، وبالتالي هي طرق غير مرضية حتمًا.

## التنسيق وسير العملية
لا تتغير الاستراتيجية الكلية للعلاج البدائي عن الأيام الأولى. يبدأ العلاج بمدة ثلاثة أسابيع مكثفة من خمسة عشر جلسة مفتوحة المدة بمعالج واحد. بعد ذلك، ينضم المريض إلى اجتماعات جماعية مع مرضى آخرين ومعالجين مرة واحدة أو مرتين أسبوعيًا حسب الحاجة. يمكن استخدام جلسات خاصة أيضًا ولكن ليس كل يوم. يختلف طول الوقت اللازم للعلاج الرسمي من شخص لآخر.

### الشعور المتصل
إن الشعور المتصل، وفقًا لجانوف، هو تجربة «واعية» تربط بين الحاضر والماضي وتربط العاطفة بالمعنى -قد يكون هناك أيضًا اتصال بالأحاسيس في حالة وجود تجربة جسدية مثل الاعتداء البدني أو الجنسي أو ولادة مؤلمة.

### البدائية
تُشير كلمة البدائية إلى إحياء الشعور المؤلم المبكر. تم التوصل إلى أن البدائية المكتملة، وفقًا لجانوف وهولدن، تتميز بارتفاع «ما قبل البدائي» في العلامات الحيوية مثل النبض ودرجة حرارة الجسم الأساسية وضغط الدم المؤدية إلى تجربة الشعور، ثم النزول من تلك العلامات الحيوية إلى مستوى طبيعي أخفض مما كان عليه. يدعي جانوف أنّ المريض بعد البدائية (ما بعد البدائية) سيُغمر برؤاه الخاصة.
استنادًا إلى الدراسات الداخلية التي أجراها جانوف، استنتج جانوف وهولدن أن الارتفاع ما قبل البدائي في العلامات الحيوية يشير إلى أن دفاعات الشخص العصبية تُمدد بالألم المتصاعد إلى درجة إنتاجها لـ«نوبة قلق حادة» (الوصف التقليدي)، والانخفاض إلى مستويات أكثر طبيعية مما كانت عليه قبل البدائية يشير إلى درجة من تراجع الألم.
يميز جانوف البدائية عن التنفيس (أو التطهير) العاطفي أو إزالة العقد، إذ يكون الثاني (وفقًا لجانوف) «بدائية زائفة». يمكن الإشارة إلى البدائية على أنها «شعور متصل»، ولكن الشعور الكامل المتصل عادة ما يستغرق شهورًا أو حتى سنوات ليُشعر به في العديد من البدائيات. ولا يعني التنفيس أو إزالة العقد كما يُستخدم من قبل أطباء النفس الآخرون شعورًا كاذبًا أو غير مرتبط. ادعى الطبيب النفسي أنتوني ستور أن تقنيات العلاج البدائي لها الكثير من القواسم المشتركة مع إزالة العقد.

## روابط خارجية
- الصفحة الرئيسية للدكتور آرثر جانوف
- المركز البدائي "Primalrevivre" في جنيف في أوروبا من أنسيرموت ميريام
- المعهد البدائي من إخراج فيفيان جانوف
- صفحة العلاج النفسي البدائي - مصدر لهؤلاء الذين لديهم اهتمامات في العلاج النفسي التراجعي العميق
- نظرة على أربعة البدع علم النفس - مقارنة بتوقيت شرق الولايات المتحدة، والعلاج البدائية، التأمل التجاوزي والحلم الواضح في لوس انجلوس تايمز
- جون لينون - العلاج البدائي